# 新海研三號
新海研三號為國立中山大學海洋研究所船務室所管理及營運之海洋調查研究船，由科技部委託台灣國際造船建造建造，於台灣國際造船公司基隆廠建造，用於汰換海研三號。

## 歷史

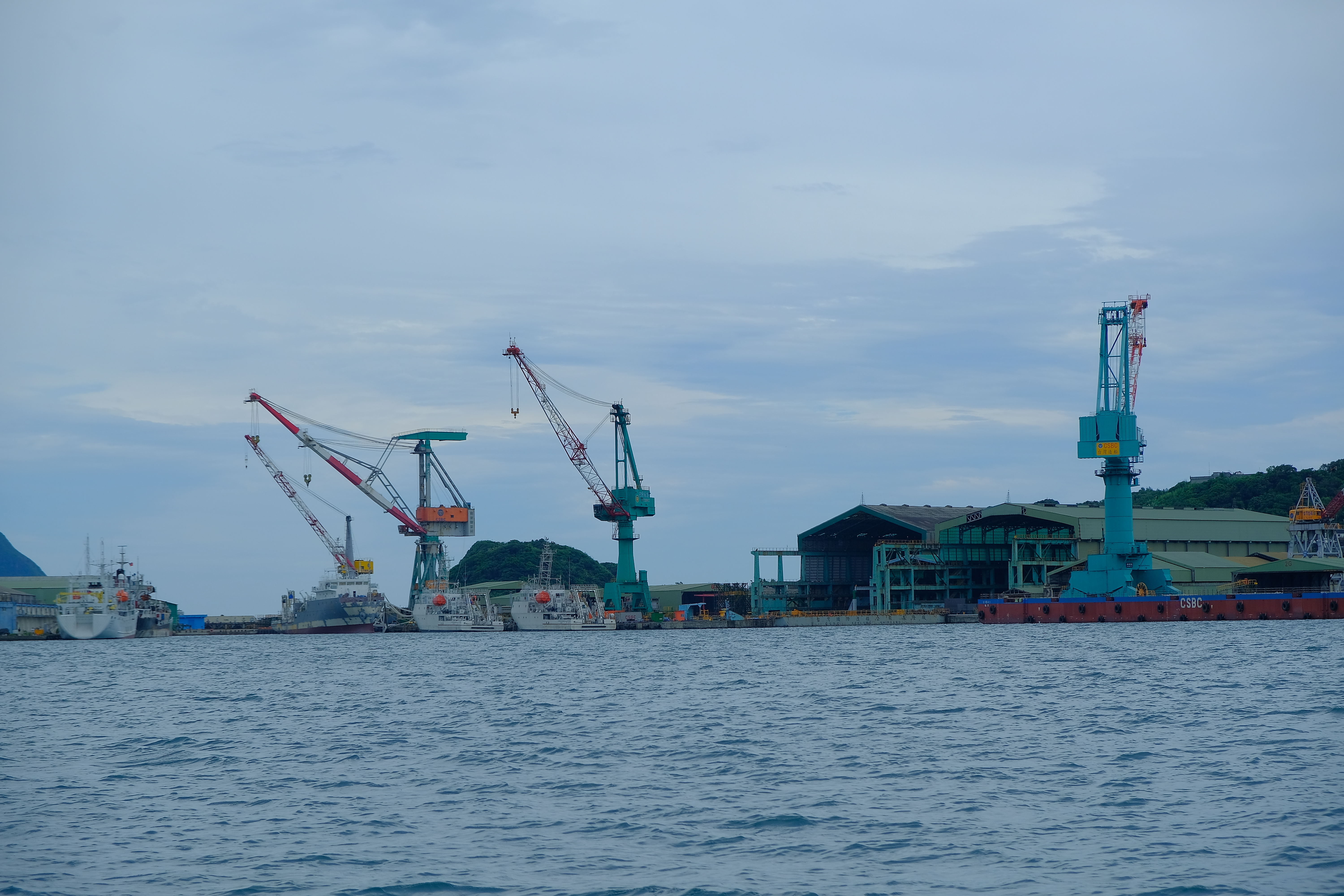
2019年建造中的新海研一號、二號&三號

## 人員
本硏究船人員含船員13人，探測人員3人及船務人員3人，合計19人。除船務人員在岸處理船務外，餘13人均隨船服務， 採24小時輪班作業。可搭乘13位船員及12位硏究人員。

## 設備
- 電子海圖(ECDIS)結合GPS導航系統
- ADCP 流速剖面儀
- EA-640科學魚探儀
- CTD溫鹽深度儀
- Rosette.採水器
- Multi-Beam Echo Sounder（EM712）多頻道探測系統
- 水下定位系統USBL
- 底質剖面儀Edgetech 3300
- 船底運動感測器
- HIPAP
- 絞機設備

- - 起重機9.0噸
  - 右舷液壓A型吊架
  - 船尾液壓A型吊架
  - 深海重絞機 (10,000公斤)
  - 海況儀絞機 (2,000公斤)
  - 可攜式絞機 (2,000公斤)

## 外部連結
- 國立中山大學新海研３號 （页面存档备份，存于）
- 新海研3號貴重儀器使用中心 （页面存档备份，存于）